# George Leslie Drewry
George Leslie Drewry (Manor Park, 3 novembre 1894 – Scapa Flow, 2 agosto 1918) è stato un militare britannico, che durante la prima guerra mondiale fu decorato con la Victoria Cross a vivente.

## Biografia

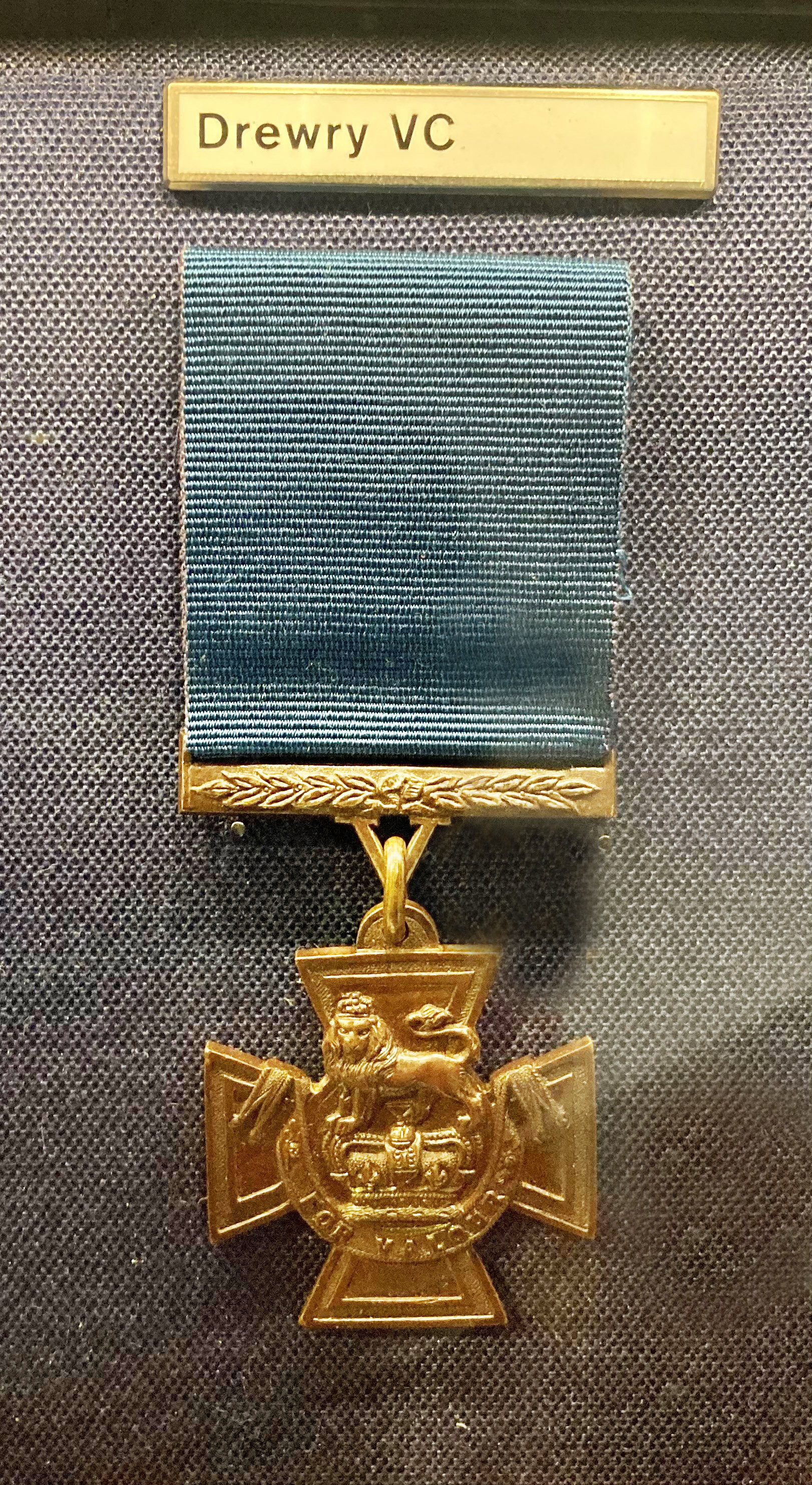
La Victoria Cross del Midshipman George Drewry esposta alla Lord Ashcroft Gallery presso l'Imperial War Museum, Londra.

Nacque il 3 novembre 1894 a Manor Park, Essex, terzo dei quattro figli di Thomas e Mary Kendall. Suo padre era direttore esecutivo della Peninsular and Oriental Steam Navigation Company, un incarico ben retribuito tanto da consentire alla famiglia di vivere in una casa di proprietà in Claremont Road, Forest Gate. Studiò alla Merchant Taylor's School, Blackheath, e all'età di quattordici anni entrò nella marina mercantile come apprendista. Durante il suo primo viaggio a bordo della Indian Empire, cadde in mare dall'albero maestro e fu salvato solo grazie al coraggio di un membro dell'equipaggio che si tuffò in mare. In un viaggio successivo, la nave incontrò una tempesta mentre doppiava Capo Horn e naufragò sulla remote e disabitate Isole Hermit. Lui e l'equipaggio sopravvissero per quattordici giorni come naufraghi, vivendo di radici e crostacei, finché non furono scoperti da una cannoniera cilena.
Nel 1912 entrò a far parte della P & O Line, prestando servizio come ufficiale sulle rotte per l'Australia e il Giappone. L'anno successivo entrò a far parte della Royal Naval Reserve. Il 3 agosto 1914, mentre si trovava a Port Said, fu chiamato in servizio attivo, assegnato come guardiamarina alla cannoniera-torpediniera Hussar. L'unità fu impiegata per il trasporto della posta e degli ufficiali della Mediterranean Fleet da una nave all'altra. Il 12 aprile 1915 fu trasferito alla nave carboniera SS River Clyde, al comando del capitano Edward Unwin assegnata alla campagna di Gallipoli. Il 25 aprile di quell'anno prese parte allo sbarco a Capo Helles presso la spiaggia V imbarcato a bordo della SS River Clyde su cui si trovavano imbarcati 2.000 soldati.
L'inizio dello sbarco delle truppe avvenne alle 6:00, e subito i turchi iniziarono un violento fuoco di contrasto che causo moltissime vittime tra le truppe britanniche.
Quel giorno, insieme a tre uomini, George Samson, Wilfred St. Aubyn Malleson e William Charles Williams, coadiuvò il comandante Unwin nel mettere in sicurezza le chiatte da sbarco sotto un pesante fuoco nemico. Ferito alla testa, continuò il suo lavoro e successivamente tentò per due volte di nuotare da chiatta a chiatta con una fune. Durante i cinque giorni successivi prestò incessantemente servizio, insieme al suo ex capitano, traghettando uomini e provviste dalla nave alla riva. In un'occasione fu costretto a intraprendere il viaggio verso la spiaggia ANZAC prima che fosse effettuato qualsiasi collegamento con le forze alleate presenti a Suvla.
Rientrò in servizio sulla Hussar l'11 agosto 1915. Gli fu impedito di restare con il capitano Uwin a causa di un ordine che vietava ai guardiamarina di scendere a terra a meno che non fossero stati vaccinati. Nel mese di ottobre fece domanda per una promozione ed era fiducioso di essere nominato sottotenente ad interim entro novembre. Nel settembre successivo fu promosso tenente ad interim e trasferito a bordo della nave da battaglia Conqueror. Due mesi dopo, il 22 novembre, ricevette la Victoria Cross dal re Giorgio V durante una apposita cerimonia tenutasi a Buckingham Palace. Essendo il primo ufficiale della Royal Naval Reserve ad essere decorato con la Victoria Cross, gli fu conferita una Spada d'Onore dalla Imperial Merchant Service Guild. Nell'estate del 1918 ricevette un proprio comando, il peschereccio HMT William Jackson. Fu mentre prestava servizio a bordo di questa nave nelle acque di Scapa Flow, Isole Orcadi, la sera del 2 agosto 1918, un blocco cadde da una torre di trivellazione e lo colpì, fratturandogli il cranio e rompendogli il braccio sinistro. Si spense il giorno seguente. I suoi colleghi ufficiali commissionarono una targa commemorativa in suo onore nella chiesa di Tutti i Santi, a Forest Gate. Fu sepolto nel City of London Cemetery and Crematorium. La sua Victoria Cross e conservata presso la Lord Ashcroft Gallery all'Imperial War Museum di Londra.

### L'azione sulla spiaggia V
La spiaggia V era lunga trecento metri e dominata all'estremità orientale dal vecchio forte di Sedd-el-Bahr. Il 25 aprile 1915 fu l'approdo assegnato ai Royal Dublin Fusiliers e Royal Munster Fusiliers. Una volta effettuato lo sbarco iniziale, il piano ideato dal comandante Unwin era di portare ulteriori truppe a bordo di una nave carboniera appositamente modificata, la SS River Clyde, che doveva essere incagliata appena al largo. Il divario tra la River Clyde e la riva doveva essere colmato da un piccolo battello a vapore a fondo piatto, l'Argyll, potenziato se necessario da chiatte. Gli sbarchi iniziali delle truppe furono accolti da un devastante fuoco nemico, mentre il battello a vapore si incagliò troppo lontano dalla River Clyde per essere di immediato utilizzo. Unwin, accompagnato dal marinaio William Charles Williams, saltò in acqua e trascinò le chiatte in avanti per formare un ponte verso la riva attraverso un banco di rocce che sporgeva nel mare sotto il forte. Non c'era nulla a cui attaccare le corde di ormeggio, quindi Unwin e Williams dovettero stare in acqua tenendole saldamente per mantenere le barche in posizione. I Munster Fusiliers iniziarono quindi a sbarcare, colpiti da una pioggia di proiettili turchi e Williams alla fine fu ferito a morte da un proiettile. Ciò tagliò il collegamento tra la nave e la riva che fu ripristinato dai guardiamarina George Leslie Drewry e Wilfred St. Aubyn Malleson, e dal marinaio George McKenzie Samson, tra gli altri, che riuscirono a formare un ponte di chiatte tra la River Clyde e la Argyll, che si trovava sul lato sinistro della carboniera. Tuttavia, tutti i tentativi di sbarcare ulteriori truppe si rivelarono fallirono con pesanti perdite. Le truppe sulla spiaggia e quelle ancora sulla River Clyde non ebbero altra scelta che restare dove si trovavano fino al calar della notte.

### Fonti
1. 1 2 3 4 5 6 7 8 9 10 11 12  VC & GC Association.
2. 1 2 3 4 5 6 7 8 9 10 11 12 13 14 15 16 17 18 19 20 21 22 23 24 25  Victoria Cross Online.
3. ↑  Haythornthwaithe 1991, p. 40.
4. ↑  Haythornthwaithe 1991, pp. 44-45.
5. ↑  (EN) Obituaries, in Lieutenant Drewry, V.C., The Times, n. 41862, 7 agosto 1918,  p. 9, colonna B.
6. ↑   Drewry, Midshipman George L. VC, su newhamstory.com, The Newham Story. URL consultato il 18 giugno 2013 (archiviato dall'url originale il 17 marzo 2013).
7. ↑  (EN) The London Gazette (PDF), n. 29264, 13 August 1915.